# Waitangi Falls (Glenbrook)
Die Waitangi Falls sind ein Wasserfall in Glenbrook in der Region Auckland auf der Nordinsel Neuseelands. Er liegt im Lauf des Waitangi Stream kurz vor dessen Mündung in den Waiuku River, den Südarm des Manukau Harbour. Seine Fallhöhe beträgt 6 Meter.
Am Ende der Waitangi Falls Road nahe dem Südrand von Glenbrook befindet sich ein Parkplatz, von dem der Wasserfall in wenigen Minuten zu Fuß erreichbar ist.